# Хэ Сяньгу
Бессмертная Хэ или Хэ Сяньгу (кит. 何仙姑, hé xiān gū) — даосская бессмертная, входящая в Восемь Бессмертных даосского пантеона. Она родилась в уезде Линлин (на территории современной провинции Хунань), по другим сведениям — в богатой семье в уезде Цзэнчэн (на территории современной провинции Гуандун).

## Биография
В пятнадцать лет Хэ повстречалась с Люй Дунбинем, который стал за ней ухаживать, на самом деле желая приобщить к Дао. Позднее, получив от него учение, она смогла перелетать через горы и собирать дикие фрукты, зарабатывая себе и своей матери на жизнь. Впоследствии Люй Дунбинь подарил ей персик с острова бессмертных Пэнлай и обучил, как надо владеть энергиями, используя женское начало инь.
В городе Гуанчжоу имеется храм Хэ Сяньгу, где ей поклоняются на седьмой день третьей луны китайского календаря. Она считается покровительницей домашнего очага.